# Antonio Pantión Pérez
Antonio Pantión Pérez (Sevilla, 1 februari 1898 – aldaar, 28 november 1974) was een Spaans componist, muziekpedagoog, dirigent en pianist.

## Levensloop
Pantión Pérez kreeg zijn eerste geregelde muzieklessen van zijn vader Diego Pantión. Vervolgens studeerde hij in Madrid bij Joaquín Turina Pérez, Conrado del Campo en Emilio Vega Mientras en focusseerde zich te eerst op het schrijven van muziek voor de NO-DO ("Noticiario Cinematográfico" Propagandistische wekelijkse nieuws voor de regering voordat het geprojecteerd werd in de bioscopen van het hele land). Voor een van deze films schreef hij de (processie-)mars Jesús de las Penas (1943), die nog geïnstrumenteerd werd door José Olmedo. Voor vele jaren was Pantión Pérez professor voor piano aan het Conservatorio Superior de Música "Manuel Castillo" de Sevilla. Tot zijn leerlingen aldaar behoorden Manuel Castillo Navarro (1930-2005), naar die het conservatorium later benoemd werd, Arturo Pavón Sánchez (1930-2005), de grote meester van de flamenco en José Romero (1936-2000) eveneens een grote interpreet van de flamenco.
Hij was meer dan 30 jaar dirigent van de koren binnen de broederschappen van Vera Cruz en de Soledad de San Buenaventura.
Als componist schreef hij naast vele processiemarsen voor banda ook zarzuelas en liederen.

## Composities

### Werken voor banda (harmonieorkest)
- 1943 Nuestro Padre Jesús de las Penas - première: Paasmaandag 1943 door de "Banda Municipal de Sevilla"[1]
- 1954 Nuestra Señora de la Esperanza de Triana
- 1955 Santísimo Cristo de las Siete Palabras[2]
- 1955 Nuestra Señora de Montserrat[3]
- 1960 Nuestra Señora de los Ángeles
- 1968 Nuestra Señora de Guadalupe
- 1970 Tus Dolores son mis Pena[4]
- 1971 Esperanza Trinitaria[5]
- 1971 Madre de Dios del Rosario (Moeder Gods van de Rozenkrans)
- 1973 Rosario de los Humeros
- 1973 Nuestra Señora de la Cabeza[6]
- 1973 Virgen de las Penas (Lieve-Vrouw van Smarten) ook bekend als María Santísima de las Penas
- 1974 Expirado en tu Rosario (Vervallen in uw Rozenkrans)

### Missen en andere kerkmuziek
- 1924 Liederen voor de eredienst van de broederschap van Smarten
- 1936 Liederen voor de eredienst van de broederschap "Silencio"

### Muziektheater

#### Zarzuelas
| Voltooid in | titel               | aktes | première            | libretto |
| ----------- | ------------------- | ----- | ------------------- | -------- |
|             | Los Cabezones       |       | Teatro San Fernando |          |
|             | Irresponsables      |       |                     |          |
|             | El alma del cortijo |       |                     |          |
|             | Macarena            |       |                     |          |

## Media
1. ↑  Jesús de las Penas
2. ↑  Santísimo Cristo de las Siete Palabras door Banda Municipal de Música de Valverde del Camino o.l.v. Antonio Garrido Pazos
3. ↑  Nuestra Señora de Montserrat door Banda de Julián Cerdán Sanlúcar de Barrameda, Cádiz
4. ↑  Tus Dolores son mis Pena
5. ↑  Esperanza Trinitaria
6. ↑  Nuestra Señora de la Cabeza door Banda de Música de las Cigarreras tras la Virgen del Rosario de San Vicente

- Biblioteca Nacional de España: XX1530852
- International Standard Name Identifier: 0000 0000 6110 0321
- MusicBrainz: df8c168c-abfa-40c0-828b-b06a22a3bba5
- Virtual International Authority File: 87253494
- WorldCat: E39PBJdmgKVxYq8VwJWpQtWYyd